# تئوفیلو کروز
تئوفیلو کروز داونز (۸ ژانویه ۱۹۴۲ – ۳۰ اوت ۲۰۰۵) یک بازیکن حرفه‌ای بسکتبال اهل پورتوریکو بود. کروز در لیگ برتر پورتوریکو، که بالون‌سستو سوپریور ناسیونال (BSN) نام دارد، برای تیم‌های کنگره‌روخروست، ایندیو، متس، کاردنال‌ها و تاینوس بازی کرد. کروز همچنین در اسپانیا با لباس پیکادرو دَم و در بلژیک با لباس رِسینگ کلاب مشلن به میدان رفت.
کروز عضو تیم ملی بسکتبال پورتوریکو بود و پورتوریکو را در پنج دوره از بازی‌های المپیک تابستانی، از سال ۱۹۶۰ تا ۱۹۷۶، نمایندگی کرد و نخستین ورزشکاری شد که به این افتخار دست یافت. او در ۱ مارس ۲۰۰۷، به عنوان نماینده به فدراسیون بین‌المللی بسکتبال (FIBA) پیوست.

## دوران کالج
کروز در ایالات متحده بسکتبال بازی می‌کرد. او ابتدا عضو تیم دانشگاه نیویورک (۱۹۶۱–۱۹۶۲) بود، اما به دانشگاه سیاتل منتقل شد و عضو تیم سیاتل ردهاکس (۱۹۶۲–۱۹۶۵) گردید. پس از دوران کالج، او به عنوان ۵۵اُمین بازیکن برتر در درفت ان‌بی‌ای در سال ۱۹۶۵ برگزیده شد.

## دوران باشگاهی
کروز به مدت ۲۵ فصل در بالون‌سستو سوپریور ناسیونال (BSN) بازی کرد. او ۴ بار به عنوان ارزشمندترین بازیکن لیگ BSN انتخاب شد و همچنین ۵ بار به عنوان مدافع سال لیگ برگزیده شد که رکوردی بی‌سابقه است. او برای تیم‌های کنگره‌روخروست، ایندیو، متس، کاردنال‌ها و تاینوس بازی کرد.
او همچنین دو بار در لیگ به عنوان بهترین بازیکن از نظر میانگین امتیاز در هر بازی انتخاب شد و نخستین بازیکنی بود که به مجموع ۹٬۰۰۰ امتیاز در لیگ رسید. در مجموع، او ۹٬۵۳۵ امتیاز کسب کرد که میانگین ۱۶٫۳ امتیاز در هر بازی را به ثبت رساند. او همچنین ۴٬۶۷۲ ریباند (بازپس‌گیری توپ) و ۶۰۵ پاس در طول دوران بیست و پنج ساله خود داشت.

## دوران ملی
کروز به عنوان بازیکن مرکزی تیم ملی بسکتبال بزرگسالان پورتوریکو بازی می‌کرد، آن زمان پورتوریکو و برزیل دو تیم برتر در منطقه امریکن، بودند. کروز نخستین بازیکن بسکتبال مرد بود که در پنج دوره مختلف بازی‌های المپیک تابستانی به میدان رفت. این دستاورد بیست سال بعد توسط بازیکن برزیلی اسکار اشنیت در بازی‌های المپیک تابستانی ۱۹۹۶، سپس توسط بازیکن استرالیایی اندرو گیز در بازی‌های المپیک تابستانی ۲۰۰۰ و به‌دنبال آن توسط بازیکن اسپانیایی خوان کارلوس ناوارو در بازی‌های المپیک تابستانی ۲۰۱۶ تکرار شد.
کروز همچنین در قهرمانی جهان بسکتبال در سال ۱۹۷۴ که در پورتوریکو برگزار شد، در بازی‌های پان امریکن و تورنمنت‌های سنتروبسکت به میدان رفت.

## عملکرد
کروز یکی از برجسته‌ترین بازیکنان بسکتبال پورتوریکو بود که در طول دوران حرفه‌ای خود افتخارات زیادی کسب کرد. او با دستاوردهایش در لیگ‌های مختلف و حضور در بازی‌های المپیک تابستانی، نام خود را در تاریخ بسکتبال به ثبت رساند.

### قهرمانی‌ها و افتخارات
- ۲ بار قهرمان امتیازآور لیگ پورتوریکو بی‌اس‌ان: (۱۹۶۰، ۱۹۶۲)
- ۲ بار قهرمان لیگ پورتوریکو بی‌اس‌ان: (۱۹۶۲، ۱۹۶۸)
- ۴ بار بهترین بازیکن لیگ پورتوریکو بی‌اس‌ان: (۱۹۶۲، ۱۹۶۷، ۱۹۷۰، ۱۹۷۱)
- ۶ بار مدافع سال لیگ پورتوریکو بی‌اس‌ان: (۱۹۶۴، ۱۹۶۶، ۱۹۶۹–۱۹۷۲)

### بازی‌های المپیک
کروز در ۵ دوره بازی‌های المپیک تابستانی شرکت کرد. او در المپیک رم ۱۹۶۰، المپیک توکیو ۱۹۶۴، المپیک مکزیکو ۱۹۶۸، المپیک مونیخ ۱۹۷۲ و المپیک مونترال ۱۹۷۶ بازی کرد.

### افتخارات جهانی
در سال ۱۹۹۱، کروز به عنوان یکی از ۵۰ بازیکن برتر فیبا معرفی شد.

### بازنشستگی در کنگره‌روخروست
او با تعداد ۱۳ فصل بازی در تیم کنگره‌روخروست بازنشسته شد.

## درگذشت
کروز در ۳۰ اوت ۲۰۰۵ به علت خون‌ریزی مغزی درگذشت. پس از فوت او، در ۳۱ اوت ۲۰۰۵، مجموعه ورزشی در سن خوان به نام او نام‌گذاری شد. همچنین پیش از یک بازی میان تیم‌های ملی پورتوریکو و ونزوئلا، یک دقیقه سکوت به یاد او برقرار شد.

## میراث
در ۱ مارس سال ۲۰۰۷، کروز به تالار مشاهیر فیبا معرفی شد. او به همراه بیل راسل و نیکوس گالیس یکی از اولین شانزده بازیکنی بود که به تالار مشاهیر بین‌المللی راه یافتند، زیرا بخشی از اولین بازیکنان تأثیرگذار تاریخ بوند.